# Bataille de Bound Brook
Guerre d'indépendance des États-Unis
Batailles
- Bound Brook
- Short Hills
- Staten Island
- Cooch's Bridge
- Brandywine
- Clouds
- Paoli
- Germantown
- Red Bank
- Gloucester
- White Marsh
- Matson's Ford
- Valley Forge
- Quinton's Bridge
- Crooked Billet
- Barren Hill
- Monmouth

La bataille de Bound Brook est une attaque surprise conduite par des forces britanniques et hessoises contre un avant-poste de l'Armée continentale situé à Bound Brook qui eut lieu le 13 avril 1777 pendant la guerre d'indépendance des États-Unis. L'objectif britannique de capturer l'intégralité de la garnison n'a pas été rempli, bien que des prisonniers furent pris. Le commandant américain, le major-général Benjamin Lincoln, partit en grande hâte, abandonnant des papiers et des affaires personnelles.
Tard dans la soirée du 12 avril 1777, quatre mille soldats britanniques et hessois sous le commandement du lieutenant-général Charles Cornwallis partent de la forteresse britannique de New Brunswick. Tous les détachements sauf un rejoignent des positions encerclant l'avant-poste avant le début de la bataille le lendemain à l'aube. Pendant la bataille, la plupart des 500 hommes de la garnison s'échappent par la route qui n'a pas pu être bloquée. Des renforts américains arrivent dans l'après-midi, mais après que les Britanniques aient pillé l'avant-poste et commencé leur marche de retour vers New Brunswick.